# Purne
Purne es una  ciudad censal situada en el distrito de Thane en el estado de Maharashtra (India). Su población es de 6588 habitantes (2011). Se encuentra a 7 km de Thane y a 42 km de Bombay.

## Demografía
Según el censo de 2011 la población de Purne era de 6588 habitantes, de los cuales 3808 eran hombres y 2780 eran mujeres. Purne tiene una tasa media de alfabetización del 81,16%, inferior a la media estatal del 82,34%: la alfabetización masculina es del 87,07%, y la alfabetización femenina del 72,71%.